# البوابات الحديدية في الضفة الغربية
البوابات الحديدية، هي بوابات حديدية يقوم الجيش الإسرائيلي بتركيبها على مداخل المدن والبلدات في الضفة الغربية، لضبط حركة وحرية المواطنين الفلسطينيين وفق المعايير الأمنية الإسرائيلية.

## الوصف
توضع البوابة الحديدية على مداخل المدن والبلدات، وعلى مداخل الشوارع المشتركة (الطرق الالتفافية) وهي طرق مشتركة مع الإسرائيليين والفلسطينيين في الضفة الغربية.
تستخدم هذه البوابات الحديدية والحواجز في إغلاق المدن والبلدات الفلسطينية، ولفرض سياسة العقاب والإغلاق حالة وقوع أي حدث أمني.

## أنواع البوابات
- بوابات على مداخل القرى والمدن.

- بوابات على الخطوط الالتفافية الرئيسية.

- بوابات زراعية: منها موسمية التي يتم فتحها في مواسم زراعية (مثل موسم قطاف الزيتون) أمام المزارعين أصحاب الأراضي القائمة في الجانب الثاني للجدار العازل.[4]

## عدد البوابات الحديدية
- يقدر عدد البوابات الحديدية في الضفة الغربية حوالي 165 بوابة.

- بعد 7 أكتوبر 2023، والحرب الإسرائيلية على قطاع غزة تضاعف عدد البوابات الحديدية في الضفة الغربية، حيث تم تركيب 28 بوابة حديدية في يوم واحد على مداخل القرى القريبة من رام الله، وأضيفت ثمانية بوابات جديدة في محافظة الخليل.[5]

- حولت هذه البوابات المدن والبلدات الفلسطينية إلى مناطق معزولة عن بعضها البعض.